# Nationalliga A (Elektrorollstuhl-Hockey) 2018/19
Die Saison 2018/19 ist die sechste Saison der Nationalliga A im Powerchair-Hockey in der Schweiz. Die Whirldrivers aus Lausanne spielen nach ihrem Abstieg das erste Mal in der Nationalliga B. Die Iron Cats Zürich haben, nach zwei dominanten Jahren, ihre beiden Mannschaften unter Berücksichtigung verschiedener Faktoren in zwei etwa gleich starke Kader neu zusammengestellt, um so den Ligabetrieb wieder spannend zu halten. Der B-Meister Luzern verzichtet auf den Aufstieg und spielt weiterhin in der Nationalliga B. Dadurch sind es wieder 4 Mannschaften die in der obersten Spielklasse um den Meistertitel spielen.
Der 1. Spieltag war sehr ausgeglichen und die Rolling Thunder Bern übernahmen die Tabellenführung. Nach dem 8:4-Sieg über die 2. Mannschaft der Iron Cats am 2. Spieltag verloren sie nach einer 7:2-Pausenführung gegen die Zeka Rollers A noch mit 9:7. Seit dieser unglaublichen Niederlage gewannen die Berner kein Spiel mehr und landeten am Schluss auf dem letzten Platz. Die Zürcher konnten ihren 5. Titel einfahren und die 2. Mannschaft erreichte die Vizemeisterschaft. Die Berner spielen trotz letztem Tabellenplatz weiterhin in der obersten Liga, da sich die Zeka Rollers A freiwillig in die Nationalliga B begeben. Die Red Eagles aus Basel, werden als B-Meister, die nächste Saison das Erste Mal in der Obersten Spielklasse mitspielen. Mit 74 Toren wurde Jan Schäublin Torschützenkönig, knapp vor Dominik Zenhäusern mit 72 Treffern.

## Spieltag NLA
| 1. Spieltag 15. September 2018 Bern |   |                      |      |
| Rolling Thunder Bern                | – | Iron Cats Zürich II  | 8:7  |
| Zeka Rollers A                      | – | Iron Cats Zürich     | 6:9  |
| Iron Cats Zürich                    | – | Iron Cats Zürich II  | 6:9  |
| Zeka Rollers A                      | – | Rolling Thunder Bern | 5:11 |
| Iron Cats Zürich II                 | – | Zeka Rollers A       | 10:9 |
| Iron Cats Zürich                    | – | Rolling Thunder Bern | 5:5  |

| 2. Spieltag 15. Dezember 2018 Wallisellen |   |                      |     |
| Iron Cats Zürich II                       | – | Rolling Thunder Bern | 4:8 |
| Zeka Roller A                             | – | Iron Cats Zürich     | 2:9 |
| Zeka Rollers A                            | – | Rolling Thunder Bern | 9:7 |
| Iron Cats Zürich                          | – | Iron Cats Zürich II  | 6:4 |
| Iron Cats Zürich II                       | – | Zeka Rollers A       | 7:9 |
| Rolling Thunder Bern                      | – | Iron Cats Zürich     | 4:8 |

| 3. Spieltag 23. März 2019 Lenzburg |   |                      |      |
| Zeka Rollers A                     | – | Iron Cats Zürich     | 7:7  |
| Rolling Thunder Bern               | – | Iron Cats Zürich II  | 2:5  |
| Rolling Thunder Bern               | – | Iron Cats Zürich     | 3:11 |
| Iron Cats Zürich II                | – | Zeka Rollers A       | 8:13 |
| Zeka Rollers A                     | – | Rolling Thunder Bern | 11:7 |
| Iron Cats Zürich II                | – | Iron Cats Zürich     | 5:11 |

| 4. Spieltag 25. Mai 2019 Wallisellen |   |                      |      |
| Iron Cats Zürich                     | – | Zeka Rollers A       | 5:4  |
| Rolling Thunder Bern                 | – | Iron Cats Zürich II  | 2:5  |
| Iron Cats Zürich II                  | – | Zeka Rollers A       | 11:9 |
| Rolling Thunder Bern                 | – | Iron Cats Zürich     | 1:8  |
| Iron Cats Zürich                     | – | Iron Cats Zürich II  | 2:3  |
| Zeka Rollers A                       | – | Rolling Thunder Bern | 9:6  |

## Tabelle NLA
| Pl.                 | Verein                  | Sp. | S | U | N | Tore    | Diff. | Punkte |
| ------------------- | ----------------------- | --- | - | - | - | ------- | ----- | ------ |
| 1.                  | Iron Cats Zürich (M, C) | 12  | 8 | 2 | 2 | 085:510 | +34   | 26     |
| 2.                  | Iron Cats Zürich II     | 12  | 6 | 0 | 6 | 076:830 | −7    | 18     |
| 3.                  | Zeka Rollers A          | 12  | 5 | 1 | 6 | 092:960 | −4    | 16     |
| 4.                  | Rolling Thunder Bern    | 12  | 3 | 1 | 8 | 064:870 | −23   | 10     |
| Stand: 26. Mai 2019 |                         |     |   |   |   |         |       |        |

| Legende | Legende                                 |
| ------- | --------------------------------------- |
| (M)     | amtierender Schweizer Meister           |
| (C)     | Schweizer Cup-Sieger der letzten Saison |

### Torschützen NLA
| Pl.    | Name              | Team                 | Tore |
| ------ | ----------------- | -------------------- | ---- |
| 01.    | Jan Schäublin     | Zeka Rollers A       | 74   |
| 02.    | Dominik Zenhäuser | Iron Cats Zürich     | 72   |
| 03.    | Manuel Melder     | Iron Cats Zürich II  | 65   |
| 04.    | Stefan Müller     | Rolling Thunder Bern | 54   |
| 05.    | José Schnider     | Zeka Rollers A       | 15   |
| 06.    | Noe Spirig        | Iron Cats Zürich II  | 12   |
| 07.    | Daniel Rolli      | Rolling Thunder Bern | 10   |
| 08.    | Isamail Binaku    | Iron Cats Zürich     | 7    |
| 09.    | Driton Avdijaj    | Iron Cats Zürich     | 3    |
|        | Dave Inhelder     | Iron Cats Zürich     | 3    |
| 11.    | Susanne Henzmann  | Zeka Rollers A       | 2    |
| 12.    | Adrian Dervishi   | Iron Cats Zürich     | 1    |
| Quelle |                   |                      |      |

## Tabelle NLB
| Pl.                    | Verein                      | Sp. | S  | U | N  | Tore    | Diff. | Punkte |
| ---------------------- | --------------------------- | --- | -- | - | -- | ------- | ----- | ------ |
| 1.                     | Red Eagle Basel             | 12  | 11 | 0 | 1  | 073:600 | +67   | 33     |
| 2.                     | Zeka Rollers B              | 12  | 11 | 0 | 1  | 057:900 | +48   | 33     |
| 3.                     | Lucerne Sharks              | 12  | 8  | 0 | 4  | 054:260 | +28   | 24     |
| 4.                     | Qualmende Reifen St. Gallen | 12  | 5  | 1 | 6  | 033:550 | −22   | 16     |
| 5.                     | Rolling Thunder Bern II     | 12  | 4  | 1 | 7  | 027:360 | −9    | 13     |
| 6.                     | Whirldrivers Lausanne       | 12  | 2  | 0 | 10 | 008:600 | −52   | 06     |
| 7.                     | Iron Cats Zürich III        | 12  | 0  | 0 | 12 | 003:620 | −59   | 0      |
| Stand: 9. Februar 2019 |                             |     |    |   |    |         |       |        |

### Torschützen NLB (Top Ten)
| Pl.    | Name             | Team                        | Tore |
| ------ | ---------------- | --------------------------- | ---- |
| 01.    | Elia Amseln      | Red Eagle Basel             | 118  |
| 02.    | Susanne Henzmann | Zeka Rollers B              | 56   |
| 03.    | Marco Ilic       | Lucerne Sharks              | 45   |
|        | Fatlum Salihi    | Qualmende Reifen St. Gallen | 45   |
| 05.    | Mario Engster    | Zeka Rollers B              | 18   |
|        | Tim Marti        | Rolling Thunder Bern II     | 18   |
| 07.    | Matthias Fries   | Lucerne Sharks              | 14   |
| 08.    | Philippe Amann   | Rolling Thunder Bern II     | 13   |
|        | Ben Waldly       | Zeka Rollers B              | 13   |
| 10.    | Ursin Basler     | Zeka Rollers B              | 12   |
| Quelle |                  |                             |      |